# Svante Thulin

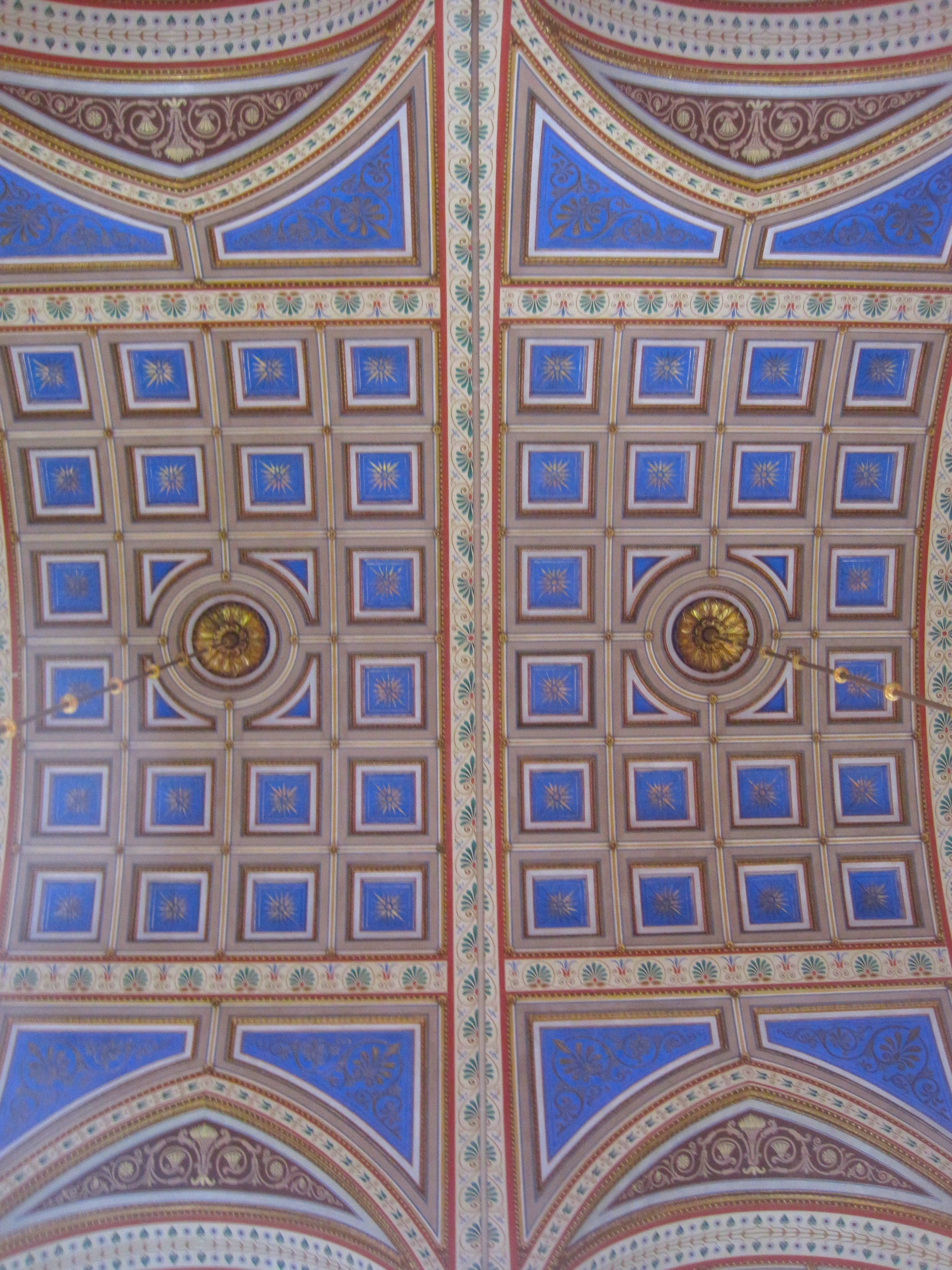
Parti av Svante Thulins takmålningar i aulan till Universitetshuset, Lund.

Svante Theodor Thulin, född 15 mars 1837 på Strömfors, Stoby socken, Kristianstads län, död 3 september 1918 i Lund, var en svensk dekorationsmålare. 

## Biografi
Svante Thulin var son till snickaren Jöns Thulin och Elisabeth Melin och gift med Kerstin Nilsson samt bror till Johan Edvard Augustin Thulin. Han sattes i målarlära hos en lokal yrkesmålare och efter avlagt gesällprov studerade han dekorativt måleri i Tyskland, Italien och Frankrike. Thulin kom att bli en av landets mest framstående dekorationsmålare med en beaktansvärd teknisk skicklighet inom dekorationskonsten.
I samarbete med arkitekten Helgo Zettervall utförde han målningsarbeten i Lunds domkyrka 1894 där valvmålningarna får anses vara hans kyrkliga huvudverk men vid restaureringen på 1960-talet avlägsnades Thulins valvmålningar. Förutom Zettervall samarbetade han med Carl August Kihlberg och Ernst Jacobsson vid många målningsarbeten i kyrkliga och profana byggnader. Han utförde målningar i bland annat  Allhelgonakyrkan i Lund 1891, Hyby kyrka 1872, Trelleborgs kyrka 1883, Görslövs kyrka 1885 och Landskrona kyrka där han utförde ett typexempel på 1880-talets kyrkdekoration. Han utförde även målningarna i Bernadotteska gravkoret i Riddarholmskyrkan efter utkast av Jakobsson vid renoveringen 1887–1888. Bland hans profana arbeten märks målningar i Lunds universitetshus, Uppsala universitetshus, Grand Hotel i Lund, Karsholms slott, Knutssalen i Malmö Rådhus, Bolinderska huset i Stockholm. Han tilldelades 1889 medaljen Litteris et Artibus av Oscar II. Svante Thulin är begravd på Norra kyrkogården i Lund.